# Metopa uschakovi
Metopa uschakovi är en kräftdjursart som beskrevs av Gurjanova 1948. Metopa uschakovi ingår i släktet Metopa och familjen Stenothoidae. Inga underarter finns listade i Catalogue of Life.